# Stowarzyszenie Siemacha
Stowarzyszenie Siemacha (do 2012 „U Siemachy”) – polska, członkowska organizacja non profit, utworzona w listopadzie 2003 w Krakowie w celu nadania instytucjonalnych ram specjalistycznym placówkom wsparcia dziennego, działającym w Krakowie od 2 października 1993 pod nazwą Centrum Młodzieży „U Siemachy”, a następnie Dzienny Ośrodek Socjoterapii „U Siemachy”.

## Dziedzictwo
Nazwa Stowarzyszenia wywodzi się od nazwiska ks. Kazimierza Siemaszki CM nazywanego przez wychowanków „Siemachą”. Współcześnie, pseudonim ten spopularyzował Aleksander Kobyliński „Makino”, były wychowanek Zakładów Wychowawczych im. ks. Siemaszki i honorowy członek Stowarzyszenia. Kazimierz Siemaszko przybył z Litwy do Krakowa w 1869, aby zrealizować zamiar wstąpienia do Zgromadzenia Misji św. Wincentego a Paulo, francuskiego księdza i społecznika, który poświęcił się dla sierot i biedaków.

### Zakład Księdza Siemaszki
Podążając śladem założyciela Zgromadzenia Misji, zainteresował się losem opuszczonych dzieci. Kiedy jeden z katechizowanych przez niego chłopców wyznał, że nic mu po jego katechizmie, skoro jeszcze nic tego dnia nie jadł, ks. Siemaszko zmienił swoje podejście. Ze względu na szerzącą się biedę i demoralizację w ówczesnej Galicji, przy pomocy Sejmu Krajowego we Lwowie, władz miasta Krakowa oraz prywatnych darczyńców, w 1886 ks. Kazimierz Siemaszko zakupił budynek przy ul. Długiej 38 (obecnie Długa 42), który następnie powiększył, dobudowując oficynę. Tutaj stworzył „dom schronienia i dobrowolnej pracy dla biednych opuszczonych chłopców” przemianowany po jego śmierci w 1904 na Zakład Wychowawczy im. ks. Siemaszki. Okres świetności Zakładu przypada na czasy rządów ks. Jana Kantego Lorka CM, późniejszego biskupa sandomierskiego. Zakład działał do 1954 kiedy został przejęty przez komunistyczne władze. Ostatnim dyrektorem był późniejszy biskup pomocniczy Archidiecezji Krakowskiej Albin Małysiak.

### Centrum Młodzieży „U Siemachy”
Po blisko 40 latach zajmowania budynku przez pogotowie opiekuńcze dla chłopców, w 1991 nieruchomość zwrócono właścicielom. 2 października 1993 kard. Franciszek Macharski uroczyście otworzył placówkę dla potrzebujących pomocy dziewcząt i chłopców w wieku szkolnym. Placówka prowadziła działalność dzienną w formie grupowych zajęć edukacyjnych i artystycznych, pomocy psychologicznej, posiłków oraz wyjazdów integracyjnych. Obok pomocy charytatywnej kładziono nacisk na wzrost kompetencji społecznych wychowanków. Model wychowania akcentował wpływ rówieśników na odbudowę zaufania i uspołecznienie podopiecznych. Placówka zatrudniała specjalistyczną kadrę, która według ustalonego planu dnia oferowała rozmaite zajęcia indywidualne i grupowe.

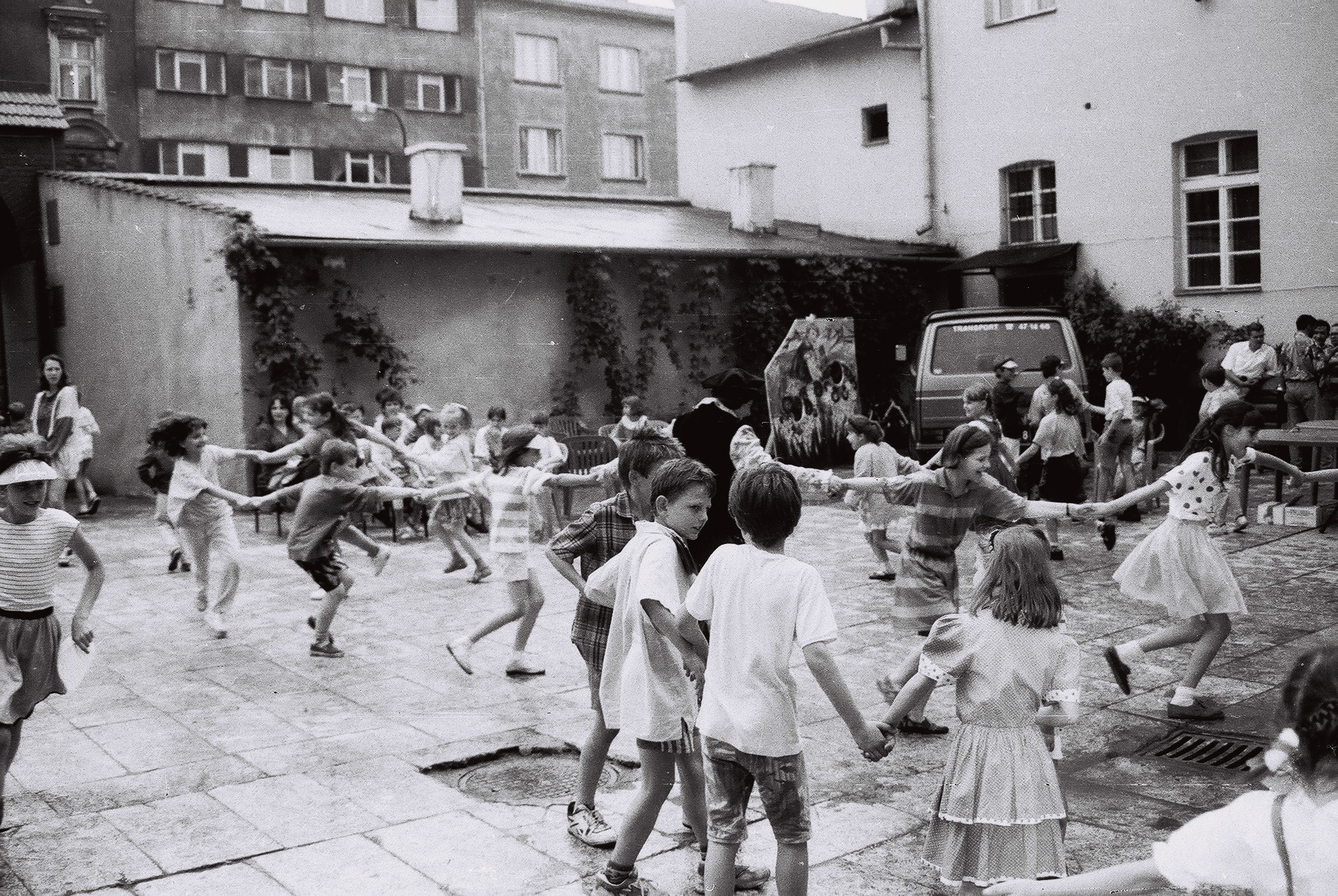
Dzień Dziecka u SIEMACHY na ul. Długiej 42 w Krakowie (lata 90. XX w.)

W okresie 1998–2002, przy zaangażowaniu Urzędu Miasta Krakowa, w różnych dzielnicach powstały cztery oddziały, które wraz z placówką przy ul. Długiej przybrały nową nazwę – Dzienny Ośrodek Socjoterapii „U Siemachy”. Socjoterapia jako forma pomocy psychologicznej stała się ważnym narzędziem oferowanym młodzieży w środowisku, które gwarantowało poczucie bezpieczeństwa i zaufania. Podstawowym celem socjoterapii jest bowiem skłonienie młodego człowieka do zmiany jego dotychczasowego zachowania, która dokonuje się w sprzyjającym kontekście społecznym.

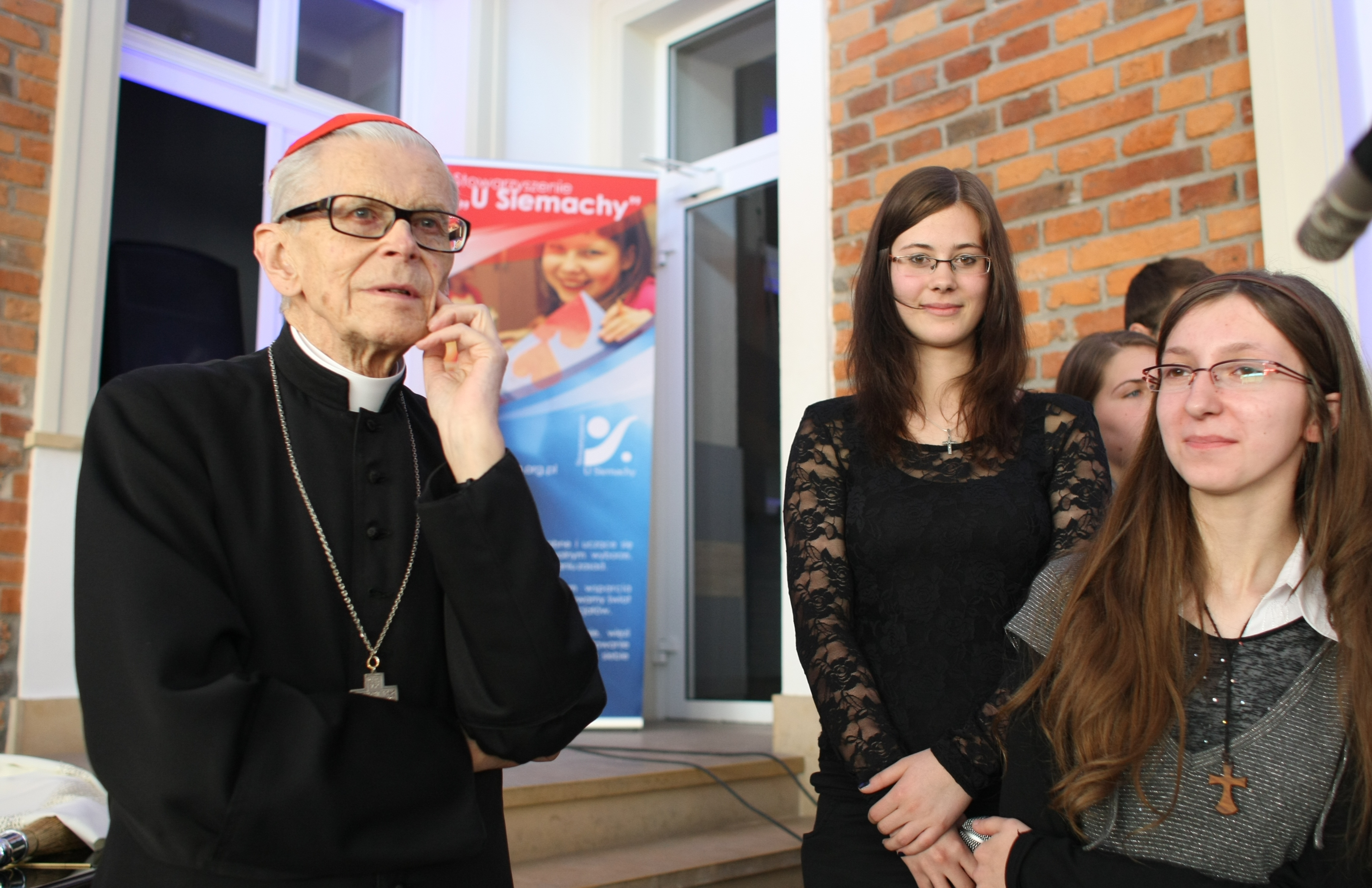
kard. Franciszek Macharski w siedzibie Stowarzyszenia SIEMACHA (2009)

W listopadzie 2003, po dłuższym okresie rozbieżności pomiędzy Fundacją im. ks. Siemaszki a kierownictwem placówki, rozpoczął się proces oddzielania jej od Fundacji. Dzięki mediacji prowadzonej przez władze Zgromadzenia Misji, przy udziale ks. prof. Władysława Bomby CM, a także dzięki zaangażowaniu kard. Franciszka Macharskiego zapadła decyzja o utworzeniu Stowarzyszenia, które w czerwcu 2004 przejęło pięć oddziałów Dziennego Ośrodka Socjoterapii „U Siemachy” w Krakowie. Zarówno kard. Macharski, jak i ks. Bomba zostali honorowymi członkami.

## Działalność
Stowarzyszenie utworzone w listopadzie 2003 w Krakowie, zostało zarejestrowane w maju 2004. We wrześniu tego samego roku uzyskało status OPP. Wśród członków założycieli znaleźli się m.in.: ks. Andrzej Augustyński, Jarosław Gowin, Zbigniew Fijak, Jan Rokita, Irena Kruczek, Anna Litwora. W następstwie rejestracji Stowarzyszenia, budynek przy ul. Długiej 42 stał się jego siedzibą i w latach 2004–2012 został poddany kompleksowej rewitalizacji. W 2008 dobudowano nowoczesną aulę, przeznaczoną do organizacji wydarzeń i codziennych zajęć z dziećmi.

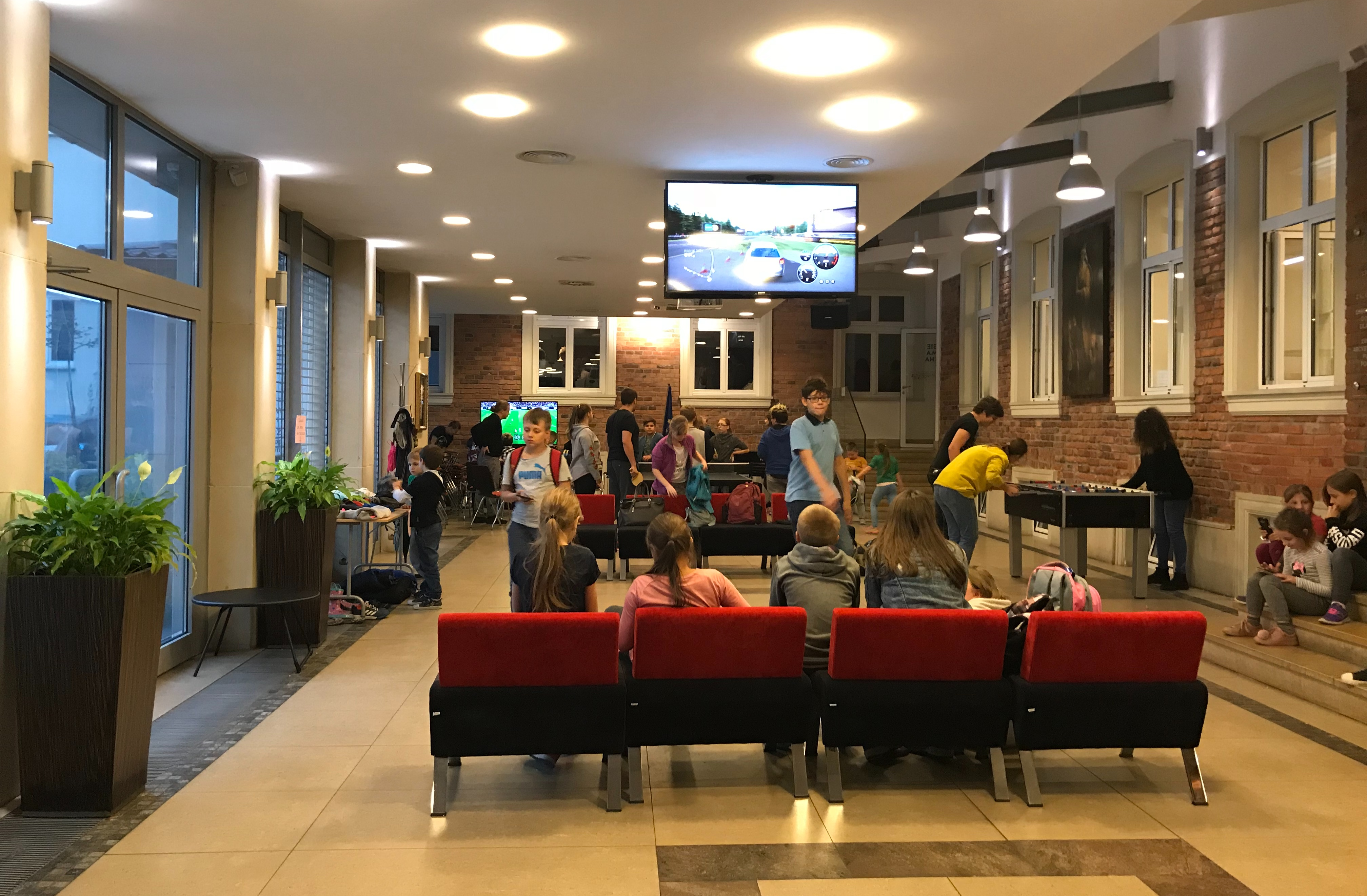
Aula w SIEMACHA Spot przy ul. Długiej 42 w Krakowie (wrzesień 2018)

### Placówki
Placówki Stowarzyszenia funkcjonujące w ramach spójnego systemu świadczą wszechstronną pomoc dzieciom i ich rodzinom. Po zarejestrowaniu Stowarzyszenia nastąpił dynamiczny rozwój nowych i restrukturyzacja istniejących form działalności, otwarto kolejne specjalistyczne placówki wsparcia dziennego dla dzieci, przystąpiono do organizowania całodobowych form opieki, ośrodków wakacyjnych, utworzono Krakowski Instytut Psychoterapii (KIP). Wraz z otwarciem w październiku 2008 nowoczesnego obiektu sportowego Com-Com Zone w Nowej Hucie Stowarzyszenie rozpoczęło prowadzenie działalności gospodarczej w zakresie usług sportowych, turystycznych i promocyjnych.

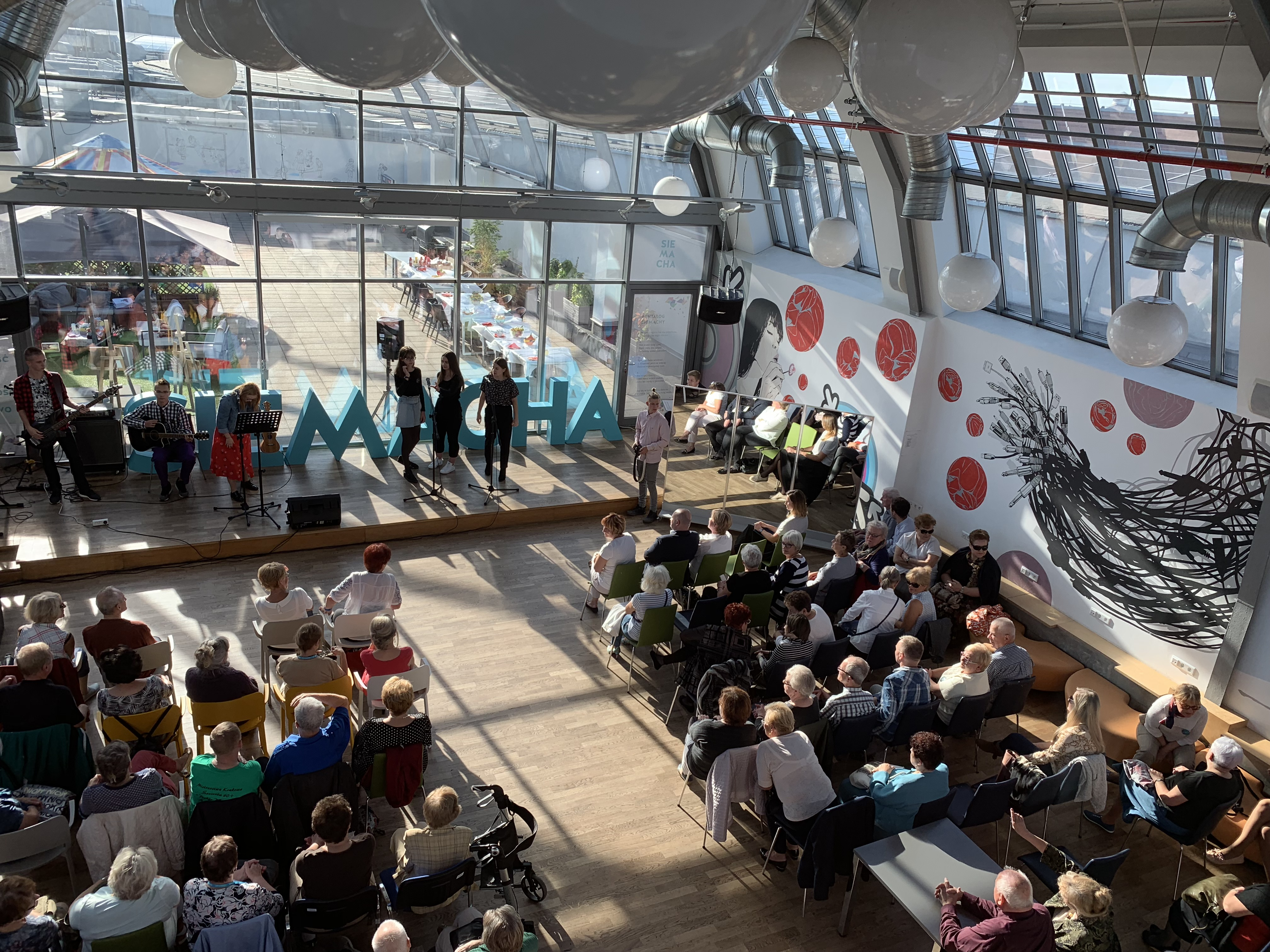
SIEMACHA Nestor Spot w Bonarka City Center w Krakowie (październik 2018)

Stowarzyszenie koncentruje się na prowadzeniu placówek wsparcia dziennego (Siemacha Spot), placówek opiekuńczo-wychowawczych (Siemacha Spot 24/7), nowoczesnych centrów sportowych (Com-Com Zone) oraz ośrodków poradnictwa i terapii (KIP). Od 2018 Stowarzyszenie prowadzi również Centra Aktywności Seniorów (Nestor Spot) i Kluby Rodzica (Parent Spot). Budżet Stowarzyszenia składa się z dotacji na realizację zadań publicznych zlecanych przez samorządy, darowizn od osób fizycznych i instytucji, wpłat 1,5% podatku oraz przychodów z własnej działalności gospodarczej (usługi sportowe, promocja). Wypracowana przez lata kultura organizacyjna zapewnia instytucjonalną trwałość i jakość oferowanych usług. Stowarzyszenie jest apolityczne.

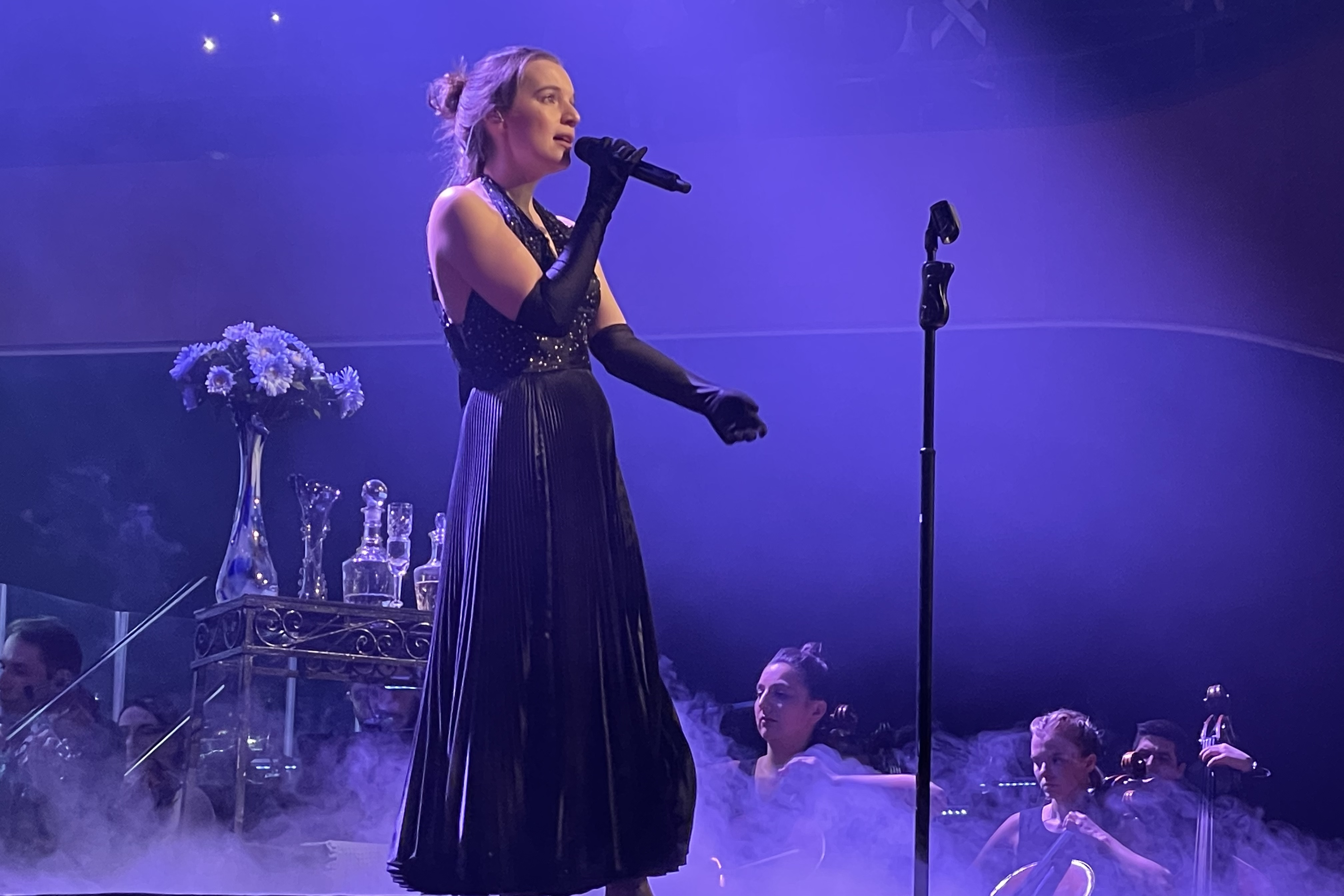
Koncert charytatywny Sanah dla SIEMACHY, 8. stycznia 2023, ICE Kraków

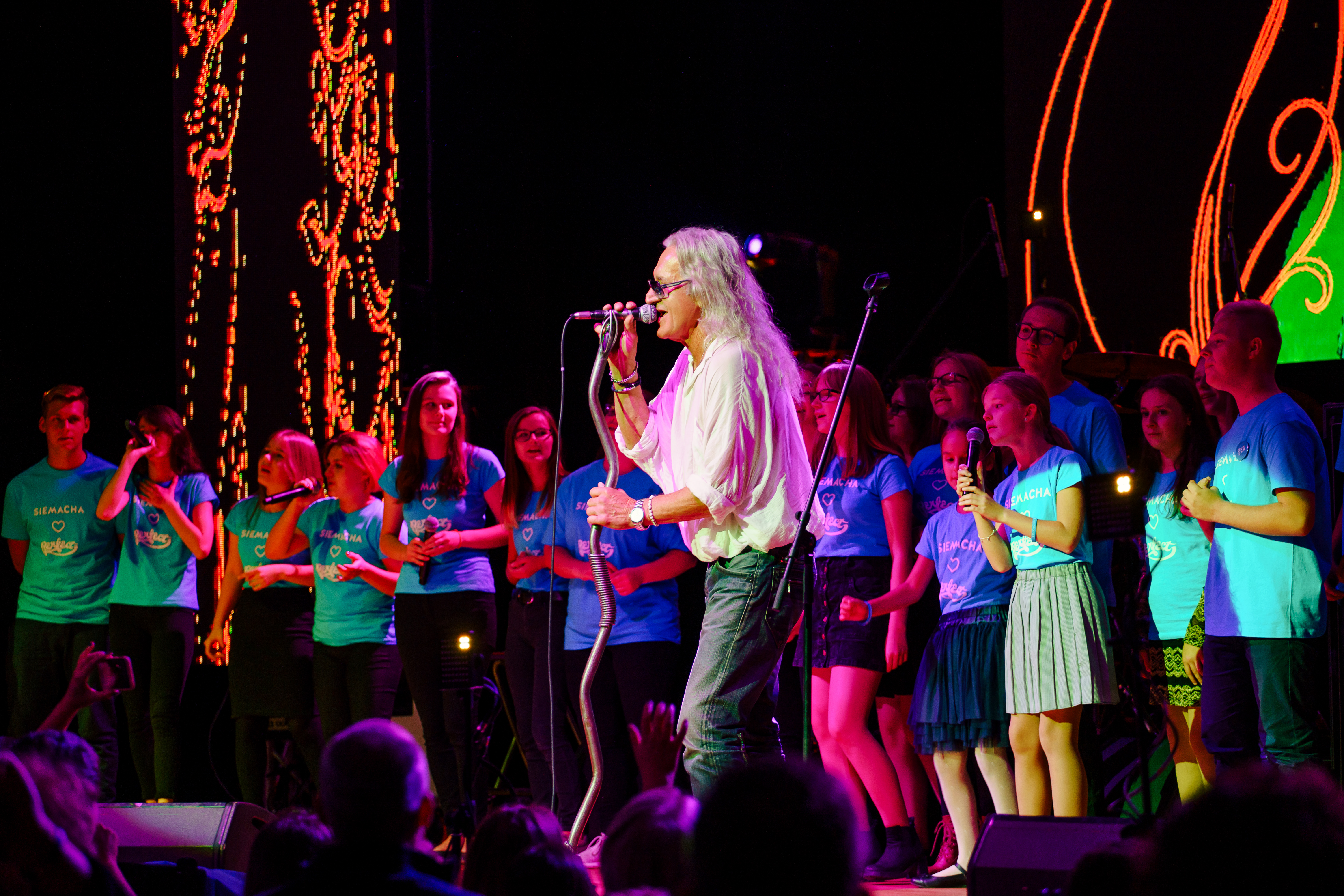
Występ zespołu Perfect podczas gali z okazji 25-lecia SIEMACHY

| rodzaj / rok                                                         | 1993 | 1998  | 2003  | 2008  | 2013   | 2018   | 2019   |
| -------------------------------------------------------------------- | ---- | ----- | ----- | ----- | ------ | ------ | ------ |
| liczba placówek ogółem                                               | 1    | 3     | 5     | 13    | 25     | 35     | 36     |
| liczba pracowników (etaty)                                           | 7    | 21    | 32    | 72    | 225    | 257    | 252    |
| łączna powierzchnia lokali (m2)                                      | 850  | 2 100 | 3 700 | 5 200 | 24 308 | 24 362 | 30 896 |
| liczba stałych beneficjentów objętych wsparciem                      | 250  | 500   | 900   | 1400  | 3 260  | 3 500  | 3 550  |
| liczba współpracujących samorządów                                   | 1    | 1     | 1     | 1     | 8      | 8      | 8      |
| darowizny (w tys. zł.)                                               | 150  | 350   | 650   | 756   | 3 487  | 2 552  | 2 804  |
| przychody z działalności gospodarczej, w tym sponsoring (w tys. zł.) | 0    | 0     | 0     | 404   | 7 502  | 11 613 | 10 215 |
| budżet roczny ogółem (w tys. zł.)                                    | 330  | 989   | 1781  | 7514  | 21 796 | 30 292 | 29 408 |

## Innowacje
Stowarzyszenie jako jedna z największych organizacji pozarządowych w Polsce konsekwentnie wdraża innowacyjne metody działania. Dalszy rozwój opiera na rosnącym zapotrzebowaniu na profesjonalne usługi socjalne, upowszechnianiu się idei przedsiębiorczości społecznej, społecznej odpowiedzialności biznesu (CSR) oraz tzw. przywództwa 2.0 (ESG), ściśle powiązanego z odpowiedzialnością za otoczenie, w którym działa firma.

### Placówki w galeriach handlowych
Owocem współpracy z właścicielami centrów handlowych są placówki dla młodzieży zlokalizowane na ich terenie lub w bliskim sąsiedztwie. Pomysł zorganizowania placówki dla młodzieży zagrożonej wykluczeniem społecznym w galerii handlowej zrodził się w wyniku obserwacji i badań prowadzonych w 2003 w ramach europejskiego projektu „Demos” przez socjologów z UJ w Krakowie. Wyniki badań wskazywały na celowość stworzenia w centrum handlowym miejsca dla młodych ludzi, które zapewni im interesujące zajęcia, pomoc w trudnościach szkolnych i kryzysach wieku dorastania, a także atrakcyjne środowisko rówieśnicze. Kolejne badania, prowadzone w Krakowie i Katowicach w latach 2013–2015 przez dr hab. Martę Smagacz-Poziemską z Instytutu Socjologii UJ potwierdziły ówczesne ustalenia.
Pierwsza tego typu placówka została otwarta w listopadzie 2010 przy Gemini Park Tarnów. Kolejne w: Krakowie, Tarnowie, Kielcach, Rzeszowie i Wrocławiu. Placówki dysponują nowoczesnymi lokalami i atrakcyjnym wyposażeniem, oferują młodym ludziom różnorodne zajęcia edukacyjne, artystyczne, integracyjne, pomoc psychologiczną, posiłki i wyjazdy grupowe. Określają się mianem „nowoczesnego podwórka” dla podkreślenia ich autonomii wobec klasycznych form wychowania. Poza realizacją podstawowych potrzeb podopiecznych, skupiają się na rozwoju umiejętności społecznych oraz aktywizacji liderów młodzieżowych w oparciu o potencjał wychowawczy grupy rówieśniczej. Współorganizują wydarzenia dla klientów centrów.

### Dom dziecka

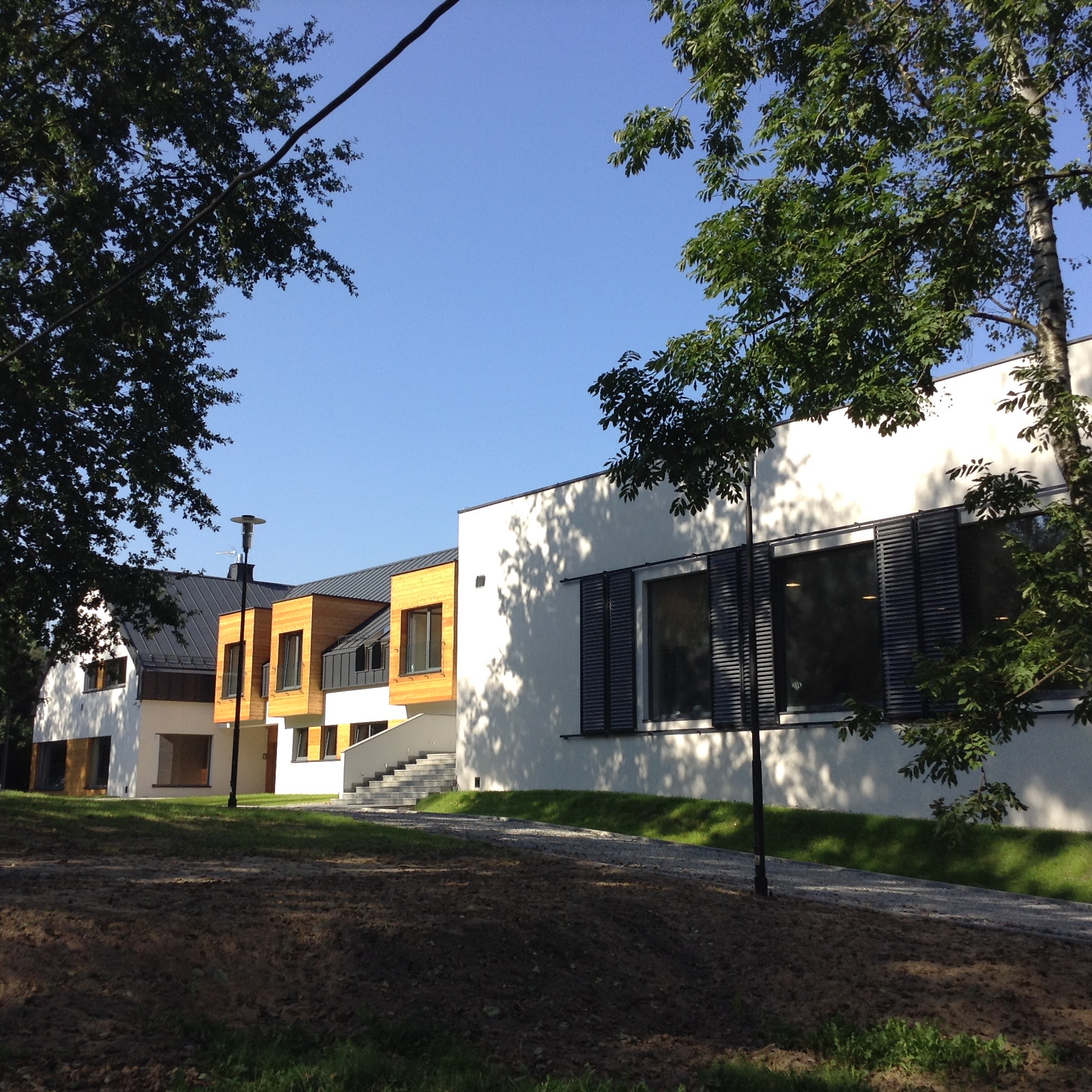
SIEMACHA Spot w Odporyszowie: dom dziecka, placówka dzienna, centrum sportowe (2014)

Od września 2014 w Odporyszowie k. Tarnowa Stowarzyszenie prowadzi dom dziecka, placówkę wsparcia dziennego, ośrodek wakacyjny, centrum sportowe i ośrodek jeździecki. Na terenie kompleksu o pow. 7,5 ha znajdują się: kryta pływalnia, boisko do piłki nożnej, dwie ujeżdżalnie konne, plac zabaw dla dzieci. Projekt wyróżnia się rozmachem i nowoczesnością, łączy różne funkcje, angażuje wiele grup społecznych, umożliwia bliski kontakt z przyrodą. Z uwagi na jego innowacyjność i efektywność Stowarzyszenie stara się go upowszechniać. Z początkiem marca 2022 na terenie ośrodka zamieszkała 9-osobowa grupa sierot z Chersonia z opiekunem, która znalazła się w Polsce w następstwie rosyjskiej inwazji na Ukrainę.

## Nagrody i wyróżnienia
- Organizacja Pozarządowa Roku 2013, Forum Ekonomiczne w Krynicy, 2014[68]
- Małopolski Lider Przedsiębiorczości Społecznej, Wieliczka 2011[35]
- Wyróżnienie Cities for Children, Muzeum Mercedesa, Stuttgart 2010[69]
- Anioł Ciepła, Tarnów 2010[70]
- Wyróżnienie Pro publico bono, Kraków 2006[71]
- Kryształy Soli, Kraków 2006[72]
- Nagroda Totus, Warszawa 2001[73]